# Stillwater (Minnesota)
Pour les articles homonymes, voir Stillwater.
La ville américaine de Stillwater est le siège du comté de Washington, dans l’État du Minnesota, juste à la frontière avec l’État du Wisconsin, dont elle est séparée par la Rivière Sainte-Croix. Ancien bastion de l'industrie forestière, elle comptait 18 225 habitants au recensement de 2010.

## Histoire
On cite souvent Stillwater comme le berceau du Minnesota : du 29 juillet au 29 septembre 1837, le gouvernement américain y a signé avec les Sioux et les Ojibwés les accords sur la migration dans la vallée de Sainte-Croix. En 1848, une convention territoriale réunie à Stillwater, au carrefour de Myrtle Street et de Main Street, marqua le début de la constitution du Minnesota en tant qu’État. Proclamé territoire de l'Union en 1849, le Minnesota devint officiellement un État en 1858. Si Minneapolis obtint l'université de l'Etat et Saint Paul fut choisie comme capitale, c'est à Stillwater que fut aménagée la première prison (1853), où furent notamment détenus Cole, Jim et Bob Younger, du gang James Younger.
Le bûcheronnage fut tout au long de la seconde moitié du XIXe siècle la principale activité de la vallée de la Sainte-Croix : les grumes étaient flottées jusqu'à l'estacade  de St. Croix Boom, à 3 km en amont de Stillwater, et fournissaient les scieries de Stillwater. La ville était desservie par de nombreux steamers entre 1860 et 1890. La plaisance, assurée par les vapeurs Verne Swain et Capitol, maintint l'activité des docks au début du XXe siècle; quelques-uns ont été conservés pour le tourisme. David Swain y dirigeait un chantier naval et une usine de moteurs.
C'est le 18 octobre 1921 qu'à Stillwater, Charles Strite aurait inventé le grille-pain-éjecteur automatique. Dès 1926, en tous cas, la Toastmaster Company commercialisait une version améliorée du prototype de Strite.
Le pont levant de Stillwater, franchissant la Sainte-Croix, est l’emblème de la ville : il a été inauguré en 1931 moyennant un coût de 460 174 $, partagé entre les états du Minnesota et du Wisconsin. L'ouvrage était rattaché à la Minnesota State Highway 36 jusqu'en 2017, lorsqu'il a été fermé à la circulation. Depuis 2020, il fait partie du parcours de cross country de 8 km traversant Stillwater et Houlton (Wisconsin).

## Personnalités liées à la commune
- Denis McDonough (1969-), homme politique américain, Secrétaire aux Anciens combattants des États-Unis d'Amérique depuis 2021.

## Source
- (en) Cet article est partiellement ou en totalité issu de l’article de Wikipédia en anglais intitulé « Stillwater, Minnesota » (voir la liste des auteurs).